# FK Přelouč
FK Přelouč je český fotbalový klub z města Přelouč v Pardubickém kraji. Byl založen roku 1909 a tím patří mezí nejstarší fotbalové kluby v České republice. Klubovými barvami jsou modrá a bílá. Od sezony 2022/23 hraje v Přeboru Pardubického kraje (5. nejvyšší soutěž).

## Historie klubu
Zajímavostí je, že klub byl založen dříve nežli klub v krajském městě a to FK Pardubice. První historický název byl AFK Přelouč. Klub nesl i další názvy jako například Slovan Přelouč nebo Tesla Přelouč. Až k nynějšímu názvu FK Přelouč.

## Týmy

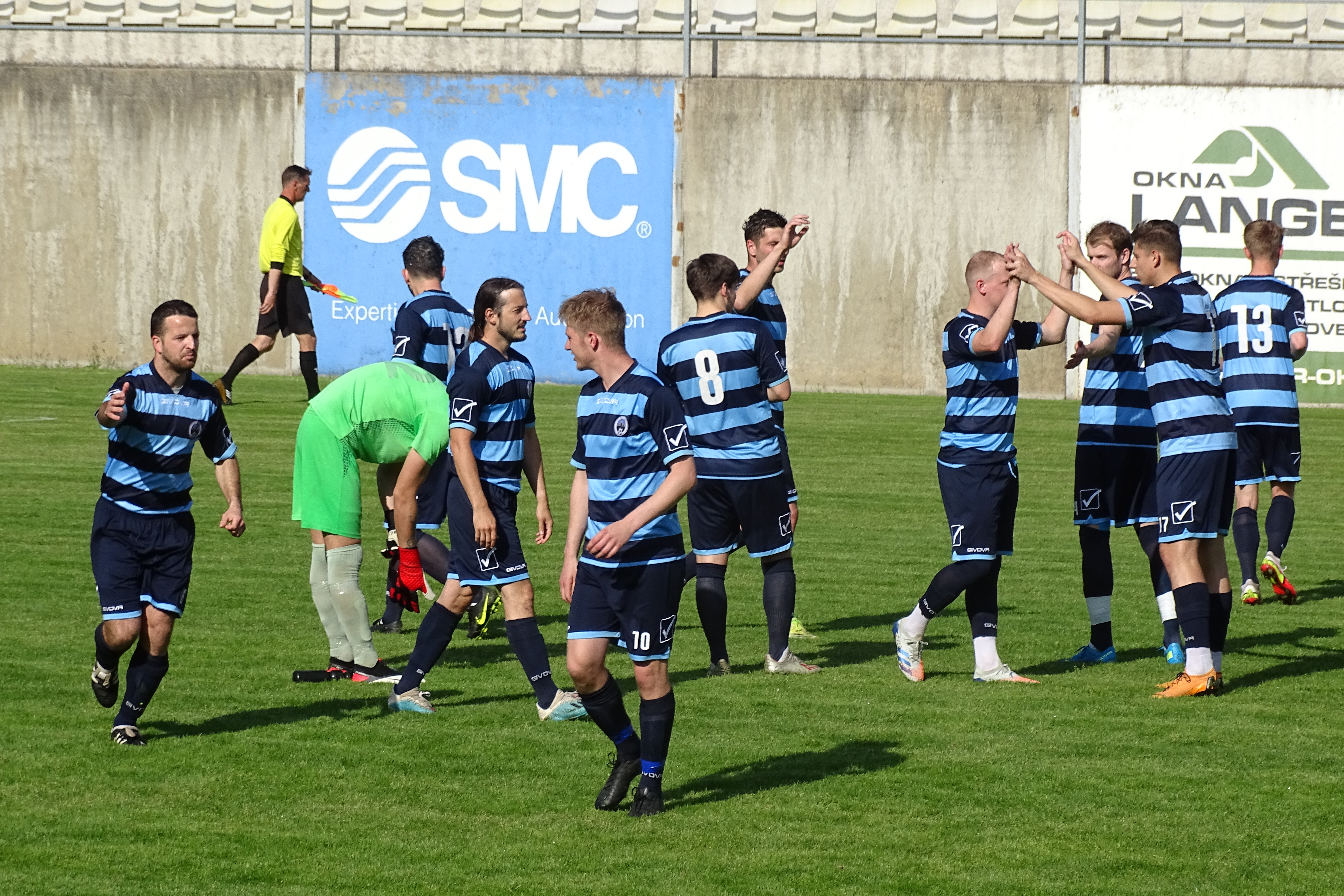
Hráči FK Přelouč v zápase s Ústí nad Orlicí B (r. 2022)

- Hráči FK Přelouč v zápase s Ústí nad Orlicí B (r. 2022)A tým - I.A třída Pardubického kraje
- B tým - okresní přebor.
- Dorost - krajský přebor
- Týmy žáků a přípravek - krajské soutěže.

Celkem v klubu působí přes 100 hráčů a patří vůbec mezi největší kluby v Pardubickém kraji.

## Umístění A mužstva v jednotlivých sezonách[4][5]
Stručný přehled
- 2004–2006: II. třída okresu Pardubice
- 2006–2010: I.B třída Pardubického kraje – sk.A
- 2010–2012: I.A třída Pardubického kraje
- 2012–2013: Přebor Pardubického kraje
- 2013–2015: I.A třída Pardubického kraje
- 2015–2017: Přebor Pardubického kraje
- 2017–2022: I.A třída Pardubického kraje
- 2022–: Přebor Pardubického kraje

Jednotlivé ročníky
Legenda: Z - zápasy, V - výhry, R - remízy, P - porážky, VG - vstřelené góly, OG - obdržené góly, +/- - rozdíl skóre, B - body, červené podbarvení - sestup, zelené podbarvení - postup, fialové podbarvení - reorganizace, změna skupiny či soutěže
| Česko (2004 – současnost) |                                     |        |    |    |    |    |    |    |     |    |        |
| Sezóna                    | Soutěž                              | Úroveň | Z  | V  | R  | P  | VG | OG | +/- | B  | Pozice |
| 2004/05                   | II. třída okresu Pardubice          | 8      | 26 | 12 | 5  | 9  | 39 | 42 | -3  | 41 | 6.     |
| 2005/06                   | II. třída okresu Pardubice          | 8      | 26 | 19 | 1  | 6  | 80 | 31 | +49 | 58 | 1.     |
| 2006/07                   | I.B třída Pardubického kraje – sk.A | 7      | 26 | 5  | 9  | 12 | 41 | 48 | -7  | 32 | 8.     |
| 2007/08                   | I.B třída Pardubického kraje – sk.A | 7      | 26 | 7  | 7  | 12 | 39 | 66 | -27 | 28 | 6.     |
| 2008/09                   | I.B třída Pardubického kraje – sk.A | 7      | 26 | 13 | 7  | 6  | 52 | 36 | +16 | 46 | 5.     |
| 2009/10                   | I.B třída Pardubického kraje – sk.A | 7      | 26 | 13 | 6  | 7  | 45 | 32 | +13 | 45 | 1.     |
| 2010/11                   | I.A třída Pardubického kraje        | 6      | 26 | 13 | 6  | 7  | 45 | 32 | +13 | 45 | 5.     |
| 2011/12                   | I.A třída Pardubického kraje        | 6      | 26 | 14 | 6  | 6  | 71 | 38 | +33 | 48 | 3.     |
| 2012/13                   | Přebor Pardubického kraje           | 5      | 30 | 7  | 5  | 18 | 26 | 63 | -37 | 26 | 15.    |
| 2013/14                   | I.A třída Pardubického kraje        | 6      | 26 | 8  | 7  | 11 | 46 | 47 | -1  | 31 | 9.     |
| 2014/15                   | I.A třída Pardubického kraje        | 6      | 26 | 15 | 6  | 5  | 57 | 31 | +26 | 53 | 2.     |
| 2015/16                   | Přebor Pardubického kraje           | 5      | 30 | 7  | 5  | 18 | 31 | 81 | -50 | 28 | 15.    |
| 2016/17                   | Přebor Pardubického kraje           | 5      | 30 | 5  | 4  | 21 | 35 | 97 | -62 | 22 | 16.    |
| 2017/18                   | I.A třída Pardubického kraje        | 6      | 26 | 9  | 5  | 12 | 34 | 53 | -19 | 36 | 8.     |
| 2018/19                   | I.A třída Pardubického kraje        | 6      | 26 | 10 | 11 | 5  | 47 | 36 | +11 | 44 | 5.     |
| ** 2019/20                | I.A třída Pardubického kraje        | 6      | 13 | 5  | 2  | 6  | 20 | 28 | -8  | 18 | 9.     |
| ** 2020/21                | I.A třída Pardubického kraje        | 6      | 10 | 2  | 4  | 4  | 21 | 27 | -6  | 12 | 11.    |
| 2021/22                   | I.A třída Pardubického kraje        | 6      | 26 | 14 | 2  | 10 | 44 | 43 | +1  | 44 | 3.     |
| 2022/23                   | Přebor Pardubického kraje           | 5      | 30 | 11 | 1  | 18 | 36 | 60 | -24 | 34 | 14.    |
| 2023/24                   | Přebor Pardubického kraje           | 5      | 30 | 8  | 10 | 12 | 49 | 46 | +3  | 34 | 11.    |
| 2024/25                   | Přebor Pardubického kraje           | 5      | 30 | 18 | 6  | 6  | 61 | 37 | +24 | 60 | 4.     |

**= sezona předčasně ukončena z důvodu pandemie covidu-19.

## Stadion
Stadion FK Přelouč byl postaven v 60. letech 20. století. Disponuje kapacitou 2000 lidí (z toho 500 sedících) V letech 2016 - 2017 se dočkal kompletní rekonstrukce. Každoročně se zde koná prestižní a tradiční turnaj žákovských týmů, kterého se pravidelně účastní nejlepší týmy z České republiky. První ročník turnaje proběhl v roce 1958.